# Confinement inertiel électrostatique

Fusion nucléaire deutérium + tritium

Le confinement inertiel électrostatique (en anglais Inertial electrostatic confinement ou IEC), ou plus simplement confinement électrostatique, est un procédé permettant, grâce à un champ électrostatique, de maintenir un plasma dans un volume suffisamment restreint, et à une température suffisamment élevée, de telle sorte que des réactions de fusion nucléaire puissent s'y produire.

## Les diverses méthodes de confinement électrostatique

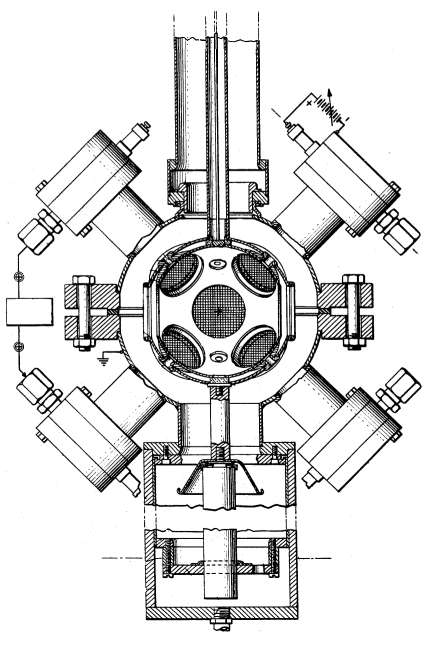
, « fusor », 4 juin 1968.

Le dispositif IEC le plus ancien et le plus connu est le fuseur de Farnsworth-Hirsch. Ce système comprend principalement deux grilles sphériques concentriques placées à l'intérieur d'une chambre à vide dans laquelle on injecte une petite quantité de « combustible de fusion ». L'application d'un potentiel électrique sur les grilles entraîne l'ionisation du combustible autour d'elles; dès qu'il est ionisé (et donc électriquement chargé), le potentiel électrostatique l'accélère vers le centre de la chambre à vide. L'arrivée constante d'ions permet de maintenir le plasma chaud confiné au centre de la chambre. Les fuseurs peuvent être équipés de canons à ions plutôt que de grilles accélératrices.
La popularité du fuseur est largement due au fait que la construction de versions simplifiées est possible moyennant un investissement réduit, de l'ordre de 500 à 4 000 $ (en 2003). Il est ainsi accessible aux expérimentateurs amateurs ou aux petites universités. Bien que simples, de tels dispositifs sont capables de produire des réactions de fusion de façon reproductive et convaincante ; il ne faut cependant pas en attendre une production nette d'énergie de fusion. Ils sont potentiellement très dangereux si les précautions indispensables ne sont pas prises, car ils utilisent des tensions électriques élevées, et peuvent produire des doses nocives de neutrons, de rayons gamma et de rayons X.[réf. nécessaire]
Deux approches plus récentes essaient de résoudre l'un des problèmes rencontrés dans le fuseur, à savoir la collision des ions du combustible avec les grilles, conduisant à une pollution du plasma par des ions lourds et au refroidissement du combustible de fusion. La première, le Polywell, utilise un champ magnétique dans le but de créer un équivalent virtuel de la grille interne du fuseur, grâce à la formation d'un nuage d'électrons. Les ions du combustible, après avoir été accélérés, se retrouvent piégés par cette « électrode virtuelle », la contamination du plasma et son refroidissement dû aux collisions avec l'électrode interne du fuseur étant ainsi évités. Dans la seconde approche, le champ magnétique est remplacé par un piège de Penning, le principe de fonctionnement étant par ailleurs similaire à celui du Polywell,.